# تاج‌وتخت الف‌ها
قلمرو الف‌ها (به چینی: 精灵王座 به انگلیسی: throne of elves) همچنین به عنوان Dragon Nest 2: Throne of Elves نیز شناخته می‌شود، یک فیلم پویانمایی عاشقانه ماجراجویی چینی محصول سال ۲۰۱۶ به کارگردانی سونگ یوئه‌فنگ است. این فیلم در شرکت Enlight Pictures پکن و در ۱۹ اوت ۲۰۱۶ در قالب 2D و 3D در چین منتشر شد و ادامهٔ فیلم Dragon Nest: Warriors 'Dawn بر اساس بازی ویدیویی آشیانهٔ اژدهاست.
این انیمیشن به ترجمهِ نوید جمشیدی در ایران منتشر شد.

## داستان
در دنیای خیالی الف‌ها، یک پرنسس افسانه ای به نام لیا، یک جواهر جادویی قدرتمند دارد که هر کسی آن را در اختیار داشته باشد می‌تواند به تمامی سرزمین حکمرانی کند و …